# Rosalia batesi
Rosalia batesi là một loài bọ cánh cứng trong họ Cerambycidae.

## Hình ảnh

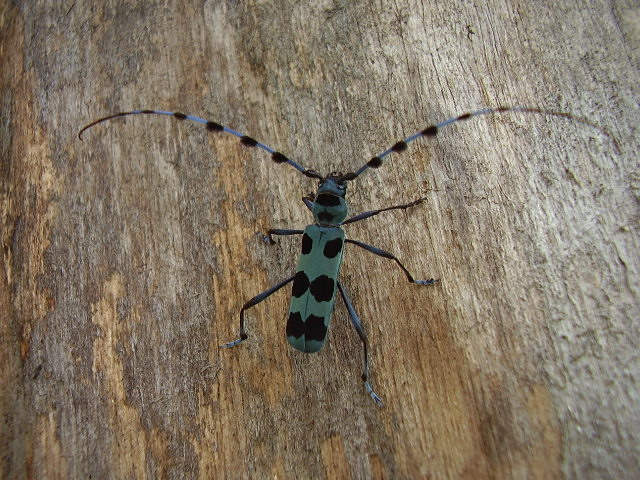
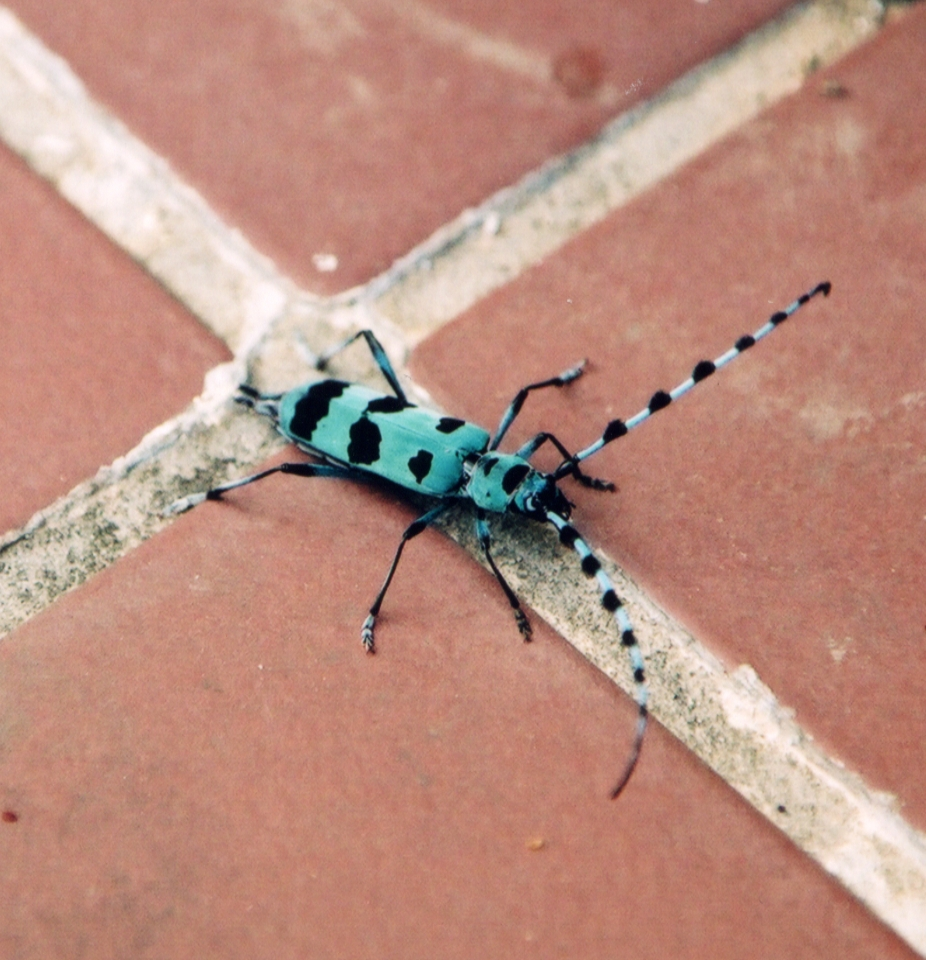
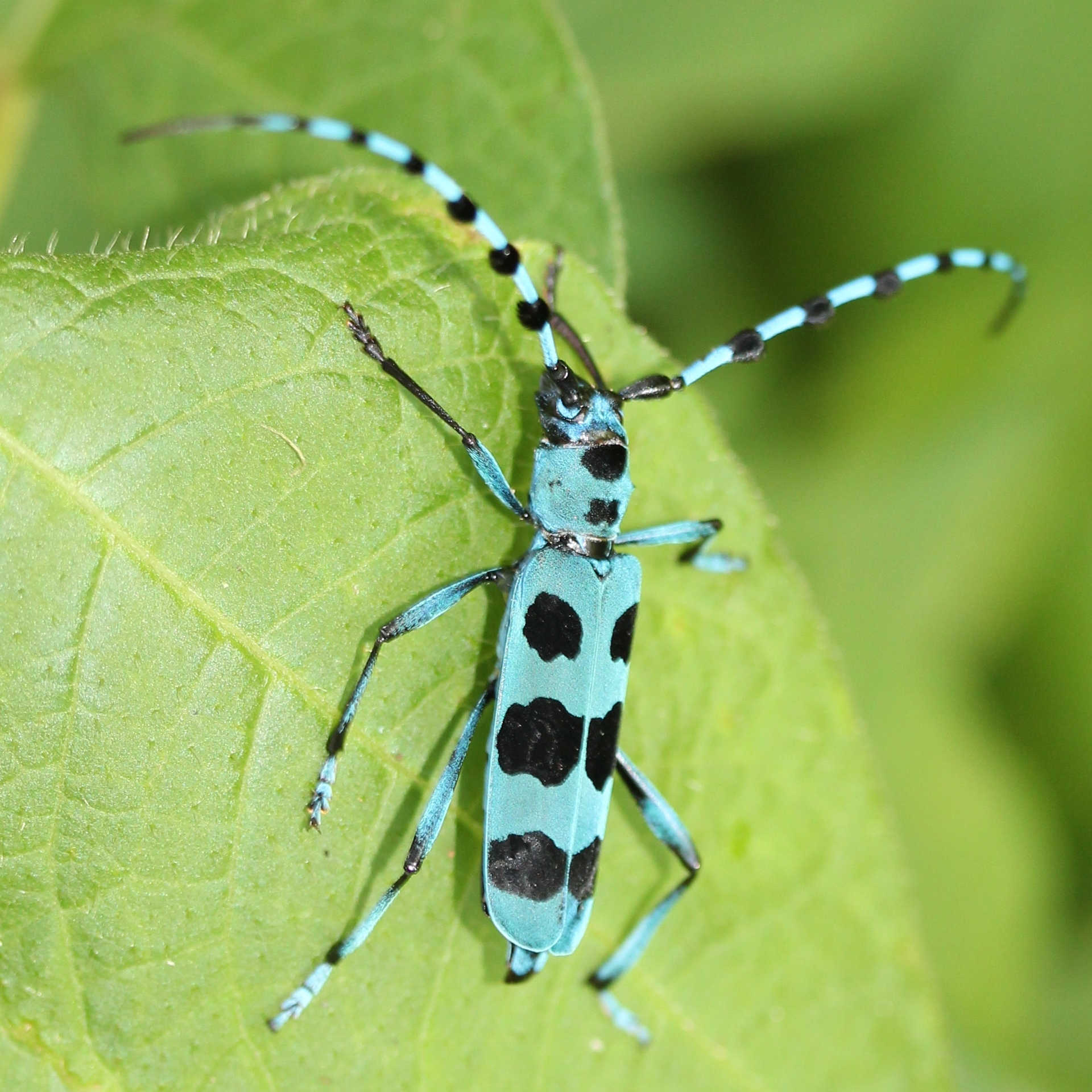
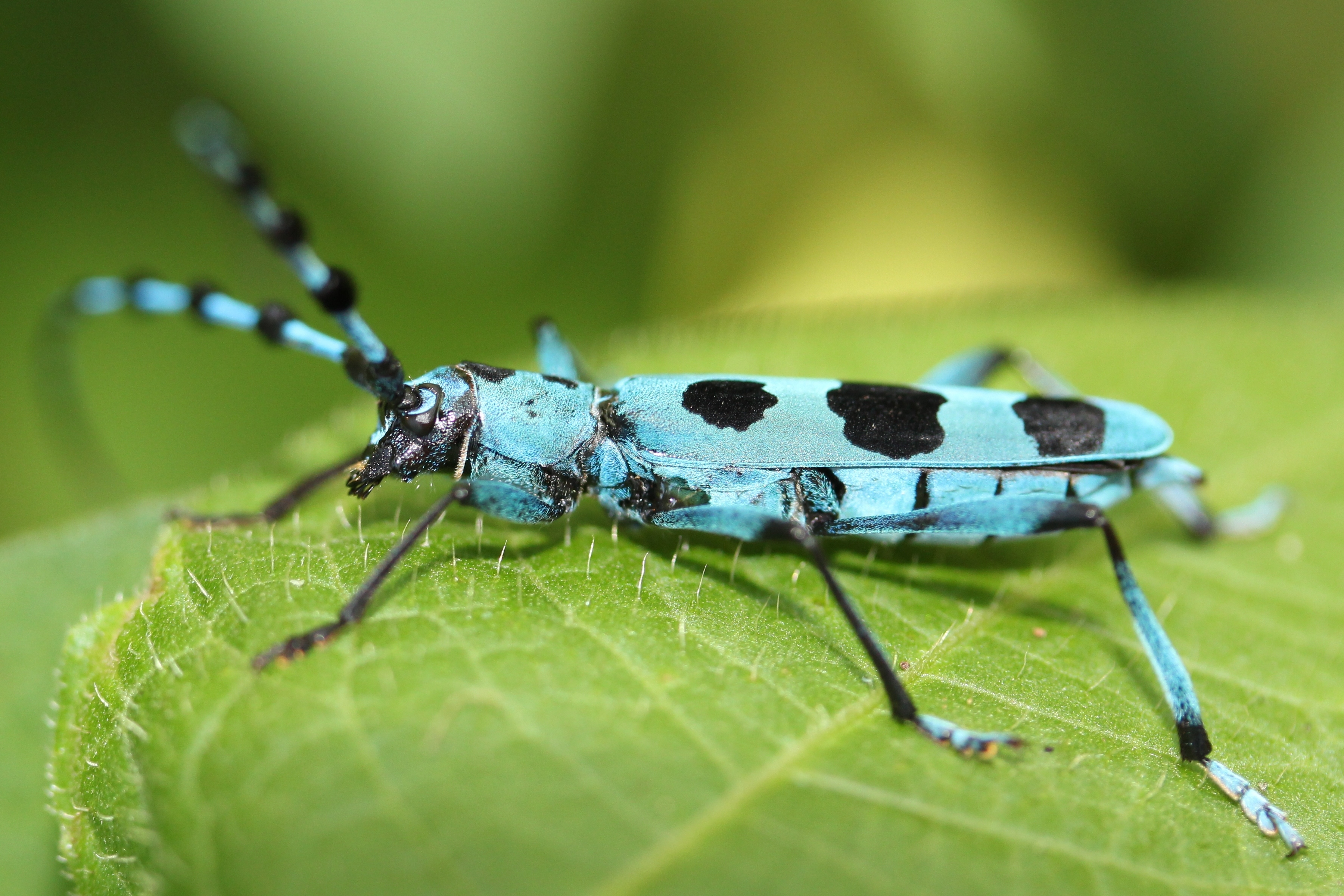